# Método de Holstein–Herring
El método de Holstein-Herring, también llamado método de la integral de superficie o método de Smirnov es un medio eficaz de obtener los desdoblamientos de energía de intercambio de estados de energía asintóticamente degenerados en sistemas moleculares, es decir, de estados moleculares cuyas energía convergen asintóticamente hacia el mismo valor. Si bien los intercambios de energía se hacen difíciles de obtener en sistemas internucleares grandes, son de una gran importancia en las teorías de enlace molecular y en el magnetismo. Este desdoblamiento es el resultado de la simetría en el intercambio de núcleos idénticos (principio de exclusión de Pauli). El método recibe este nombre en honor de los físicos estadounidenses Theodore David Holstein (1915-1985) y de W. Conyers Herring (1914-2009).

## Desarrollo del método
La idea básica iniciada por el enfoque de Holstein y Herring puede ser ilustrada por el catión dihidrógeno (H2+) o, más generalmente, en sistemas átomo-ion o en sistemas con enlace de un electrón, de la siguiente manera. Considénrese estados que son representados por funciones pares o impares con respecto al comportamiento bajo inversión espacial. Esto se indica con los sufijos g y u (del alemán, gerade y ungerade) según la práctica estándar para la designación de los estados electrónicos de moléculas diatómicas, mientras se usan los términos par e impar para designar los estados atómicos. La ecuación de Schrödinger electrónica se puede escribir como:

{\displaystyle \left(-{\frac {\hbar ^{2}}{2m}}\nabla ^{2}+V\right)\psi =E\psi ~,}

donde E es la energía (electrónica) de un determinado estado cuántico (estado propio), en la que la función de estado electrónico {\displaystyle \psi =\psi (\mathbf {r} )} es función de las coordenadas espaciales del electrón y donde {\displaystyle V} es la función de energía potencial coulombiana del sistema formado por el electrón y los núcleos. Para el catión dihidrógeno, esto es:

{\displaystyle V=-{\frac {e^{2}}{4\pi \varepsilon _{0}}}\left({\frac {1}{r_{a}}}+{\frac {1}{r_{b}}}\right)}

Para cualquier estado gerade (o par), la ecuación de onda de Schrödinger electrónica se puede escribir en unidades atómicas ({\displaystyle \hbar =m=e=4\pi \varepsilon _{0}=1}) como:

{\displaystyle \left(-{\frac {1}{2}}\nabla ^{2}+V({\textbf {x}})\right)\psi _{+}=E_{+}\psi _{+}}

Para cualquier estado ungerade (o impar) del, la ecuación de onda correspondiente se puede escribir como:

{\displaystyle \left(-{\frac {1}{2}}\nabla ^{2}+V({\textbf {x}})\right)\psi _{-}=E_{-}\psi _{-}}

Por simplicidad, se asume que las funciones son reales (aunque el resultado pueda generalizarse para el caso complejo). Luego, multiplicamos la ecuación de onda gerade por {\displaystyle \psi _{-}} por la izquierda, y la ecuación de onda ungerade por la izquierda por {\displaystyle \psi _{+}}, y se resta para obtener:

{\displaystyle \psi _{+}\nabla ^{2}\psi _{-}-\psi _{-}\nabla ^{2}\psi _{+}={}-2\,\Delta E\,\psi _{-}\psi _{+}\;.}

donde {\displaystyle \Delta E=E_{-}-E_{+}} es el desdoblamiento de la energía de intercambio. A continuación, sin pérdida de generalidad, se pueden definir funciones ortogonales de una sola partícula, {\displaystyle \phi _{A}^{}} y {\displaystyle \phi _{B}^{}}, situadas en cada núcleo, y escribir:

{\displaystyle \psi _{+}={\frac {1}{\sqrt {\,2}}}~(\phi _{A}^{}+\phi _{B}^{})\;,\qquad \psi _{-}={\frac {1}{\sqrt {\,2}}}~(\phi _{A}^{}-\phi _{B}^{})\;.}

Este enfoque es similar al método CLOA (combinación lineal de orbitales atómicos) frecuentemente utilizado en química cuántica, aunque aquí se subraya que las funciones {\displaystyle \phi _{A}^{}} y {\displaystyle \phi _{B}^{}} están en general polarizadas, es decir, no son puramente funciones propias de momento angular con respecto a un centro nuclear, (véase
más adelante). Téngase en cuenta, sin embargo, que en el límite cuando {\displaystyle R\rightarrow \infty }, estas funciones localizadas {\displaystyle \phi _{A,B}^{}} colapsan o convergen en las bien conocidas funciones psi (hidrogénicas) atómicas {\displaystyle \phi _{A,B}^{0}}. Se denota {\displaystyle M} como el plano de simetría medio situado exactamente entre los dos núcleos (para más detalles, véase el diagrama para ion hidrógeno molecular), donde {\displaystyle {\mathbf {z} }} representa el vector unitario normal a dicho plano (que es paralelo a la dirección del eje cartesiano {\displaystyle z}), de manera que el espacio completo {\displaystyle \mathbf {R} ^{3}} se divide en las mitades izquierda ({\displaystyle L}) y derecha ({\displaystyle R}). Por razones de simetría:

{\displaystyle \left.\psi _{-}\right|_{M}=\mathbf {z} \cdot \left.\mathbf {\nabla } \psi _{+}\right|_{M}=0\;.}

Esto implica que:

{\displaystyle \left.\phi _{A}^{}\right|_{M}=\left.\phi _{B}^{}\right|_{M}\;,\qquad {\mathbf {z} }\cdot \left.\mathbf {\nabla } \phi _{A}^{}\right|_{M}={}-\mathbf {z} \cdot \left.\mathbf {\nabla } \phi _{B}^{}\right|_{M}\;.}

Además, estas funciones localizadas están normalizadas, lo que conduce a:

{\displaystyle \int _{L}\phi _{A}^{2}~dV=\int _{R}\phi _{B}^{2}~dV}

y reciprocamente. La integración de este resultado en todo el espacio a la izquierda del plano medio da:

{\displaystyle 2\int _{L}\psi _{+}\psi _{-}~dV=\int _{L}(\phi _{A}^{2}-\phi _{B}^{2})~dV=1-2\int _{R}\phi _{A}^{2}~dV}

y

{\displaystyle \int _{L}(\psi _{+}\nabla ^{2}\psi _{-}-\psi _{-}\nabla ^{2}\psi _{+})~dV=\int _{L}(\phi _{B}^{}\nabla ^{2}\phi _{A}^{}-\phi _{A}^{}\nabla ^{2}\phi _{B}^{})~dV}

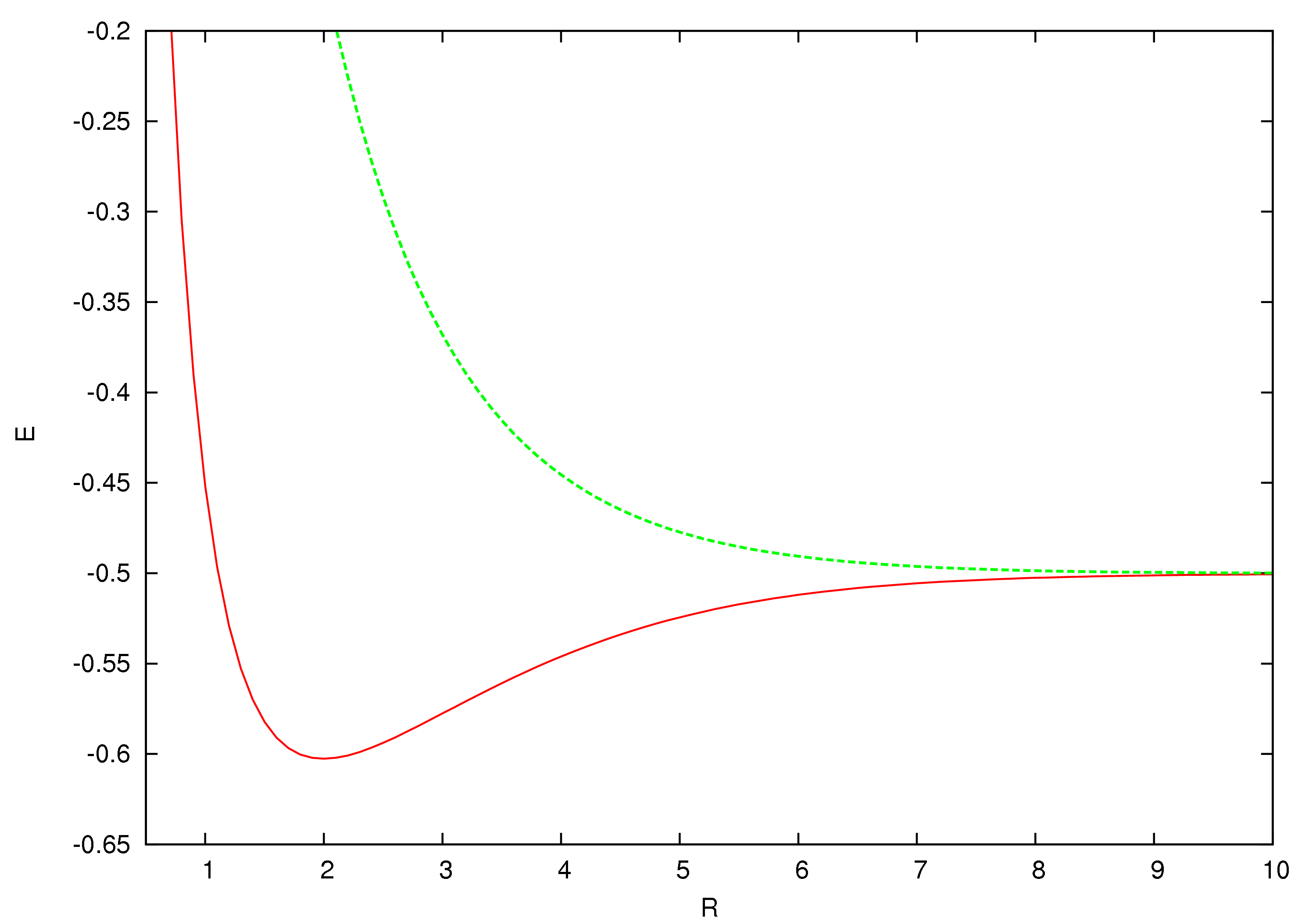
Energías (E) de los dos estados discretos de menor energía del ion hidrógeno molecular, en función de la distancia internuclear (r) en unidades atómicas

A partir de una variación del teorema de divergencia aplicado al resultado anterior, se obtiene finalmente:

{\displaystyle \Delta E={}-2\,{\frac {\int _{M}\phi _{A}^{}\mathbf {\nabla } \phi _{A}^{}\bullet d{\mathbf {S} }}{1-2\int _{R}\phi _{A}^{2}~dV}}}

donde {\displaystyle d{\mathbf {S} }} es un elemento diferencial de la superficie del plano medio. Esta es la fórmula de Holstein-Herring. A partir de esto último, Herring fue el primero en demostrar que el término principal para el desarrollo asintótico de la diferencia de energía entre los dos estados de menor energía de los iones de hidrógeno molecular, es decir, entre el primer estado excitado {\displaystyle 2p\sigma _{\mu }} y el estado fundamental {\displaystyle 1s\sigma _{g}} (ver el gráfico de las curvas de energía), era:

{\displaystyle \Delta E=E_{-}-E_{+}={\frac {4}{e}}\,R\,e^{-R}}

Los cálculos previos basados en el método CLOA habían dado erróneamente un primer coeficiente de {\displaystyle 4/3} en lugar de {\displaystyle 4/e}. Si bien es cierto que para el catión hidrógeno molecular, los valores propios de las energías pueden expresarse matemáticamente en términos de una generalización de la función W de Lambert, estas fórmulas asintóticas son más útiles en el largo alcance y el método de Holstein-Herring tiene un rango mucho más amplio de aplicaciones que esta molécula particular.

## Aplicaciones
La fórmula de Holstein-Herring tenía aplicaciones limitadas hasta los años 1990, cuando Tang, Toennies, y Yiu demostraron que {\displaystyle \phi _{A}^{}} puede ser una función de onda polarizada, es decir, una función de onda atómica localizada en un núcleo en particular, pero perturbada por el otro núcleo, y por consiguiente, sin aparente simetría gerade o ungerade, y sin embargo la anterior fórmula de Holstein-Herring puede ser utilizada para generar las correctas expansiones asintóticas en serie que permiten obtener las energías de intercambio. De esta manera, se ha logrado reformular de modo efectivo un sistema de dos centros en un sistema de un solo centro. Posteriormente, se ha aplicado con éxito a sistemas de un electrón activo. Más tarde, T. C. Scott et al., explicaron y aclararon sus resultados resolviendo cuestiones sutiles pero importantes acerca de la verdadera convergencia de la función de onda polarizada.
La conclusión de estos resultados significa que es posible resolver los desdoblamientos asintóticos de energía de intercambio para cualquier orden. El método de Holstein-Herring ha sido extendido a casos de dos electrones activos, como por ejemplo, la molécula de hidrógeno, para encontrar los dos estados discretos de menor energía de la molécula {\displaystyle H_{2}}, and also for general atom-atom systems. y de modo generalizado para los sistemas moleculares átomo-átomo.

## Interpretación física
La fórmula de Holstein-Herring puede ser interpretada físicamente como un sistema donde un electrón viaja entre los dos núcleos experimentando "efecto túnel cuántico", creando así una corriente cuyo flujo a través del plano medio nos permite aislar la energía de intercambio. La energía es por lo tanto compartida, es decir, intercambiada, entre los dos centros nucleares. En relación con el efecto túnel, una interpretación complementaria de Sidney Coleman se expone en su obra "Aspectos de la simetría" ("Aspects of Symmetry", 1985) en la que un "instantón" viaja cerca y sobre los caminos clásicos dentro de las integrales de camino. Téngase en cuenta que la integral de volumen que hay en el denominador de la fórmula de Holstein-Herring es sub-dominante en {\displaystyle R}. En consecuencia, este denominador es casi igual a la unidad para distancias internucleares suficientemente grandes {\displaystyle R} y sólo es necesario tener en cuenta la integral de superficie del numerador.